# Зигзаг-произведение
В теории графов зигзаг-произведение регулярных графов {\displaystyle G,H} (обозначается {\displaystyle G\circ H}) берёт большой граф {\displaystyle G} и маленький граф {\displaystyle H} и создаёт граф, примерно наследующий размер большого графа, но степень малого.
Важным свойством зигзаг-произведения является то, что для хорошего экспандера {\displaystyle H} распространение результирующего графа лишь слегка хуже распространения графа {\displaystyle G}.
Грубо говоря, зигзаг-произведение {\displaystyle G\circ H} заменяет каждую вершину графа {\displaystyle G} копией (облаком) графа {\displaystyle H} и соединяет вершины, делая малый шаг (zig) внутри облака, а затем большой шаг (zag) между двумя облаками, и ещё один малый шаг внутри конечного облака.
Зигзаг-произведение введено Рейнгольдом, Вадханом и Вигдерсоном. Зигзаг-произведение первоначально использовалось для явного конструирования экспандеров и экстракторов постоянной степени.
Позднее зигзаг-произведение использовано в теории вычислительной сложности для доказательства равенства SL и L.

## Определение
Пусть {\displaystyle G} — {\displaystyle D}-регулярный граф над {\displaystyle [N]} c поворотом {\displaystyle \mathrm {Rot} _{G}}, и пусть {\displaystyle H} — {\displaystyle d}-регулярный граф над {\displaystyle [D]} c отображение ротации {\displaystyle \mathrm {Rot} _{H}}.
Зигзаг-произведение {\displaystyle G\circ H} определяется как {\displaystyle d^{2}}-регулярный граф над {\displaystyle [N]\times [D]}, поворот {\displaystyle \mathrm {Rot} _{G\circ H}} которого определяется следующим образом:

{\displaystyle \mathrm {Rot} _{G\circ H}((v,a),(i,j))}:
1. {\displaystyle (a',i')=\mathrm {Rot} _{H}(a,i)}.
2. {\displaystyle (w,b')=\mathrm {Rot} _{G}(v,a')}.
3. {\displaystyle (b,j')=\mathrm {Rot} _{H}(b',j)}.
4. {\displaystyle >\mathrm {Rot} _{G\circ H}((v,a),(i,j))=((w,b),(j',i'))}.

## Свойства

### Уменьшение степени
Непосредственно из определения зигзаг-произведения следует, что граф {\displaystyle G} преобразуется в новый {\displaystyle d^{2}} -регулярный граф.
Таким образом, если {\displaystyle G} существенно больше чем {\displaystyle H}, зигзаг-произведение уменьшает степень графа {\displaystyle G}.
Грубо говоря, зигзаг-произведение превращает каждую вершину графа {\displaystyle G} в облако размера графа {\displaystyle H} и распределяет дуги каждой исходной вершины по вершинам облака, заменившего её.

### Сохранение спектрального зазора
Распространение графа может быть измерено его спектральным зазором.
Важным свойством зигзаг-произведения является сохранение спектрального зазора.
Таким образом, если {\displaystyle H} «достаточно хороший» экспандер (имеет большой спектральный зазор), то распространение зигзаг-произведения близко к исходному распространению графа {\displaystyle G}.
Формально: определяется {\displaystyle (N,D,\lambda )} как любой {\displaystyle D} -регулярный граф с {\displaystyle N} вершинами, у которого второе по величине собственное значение имеет абсолютное значение как минимум {\displaystyle \lambda }.
Пусть {\displaystyle G_{1}} — {\displaystyle (N_{1},D_{1},\lambda _{1})} и {\displaystyle G_{2}} — {\displaystyle (D_{1},D_{2},\lambda _{2})} — два графа, тогда {\displaystyle G\circ {z}H} является графом {\displaystyle (N_{1}\cdot D_{1},D_{2}^{2},f(\lambda _{1},\lambda _{2}))}, где {\displaystyle f(\lambda _{1},\lambda _{2})<\lambda _{1}+\lambda _{2}+\lambda _{2}^{2})}.

### Сохранение связности
Зигзаг-произведение {\displaystyle G\circ H} работает отдельно для каждой компоненты связности графа {\displaystyle G}.
Формально: пусть даны два графа: {\displaystyle G} — {\displaystyle D}-регулярный граф над {\displaystyle [N]} и {\displaystyle H} — {\displaystyle d}-регулярный граф над {\displaystyle [D]}.
Если {\displaystyle S\subseteq [N]} является компонентой связности графа {\displaystyle G}, то {\displaystyle G|_{S}\circ H=G\circ H|_{S\times D}}, где {\displaystyle G|_{S}} — подграф графа {\displaystyle G}, образованный вершинами {\displaystyle S} (то есть граф над {\displaystyle S}, содержащий все дуги из {\displaystyle G} между вершинами из {\displaystyle S}).

## Приложения

### Конструирование экспандеров постоянной степени
В 2002 году Омер Рейнгольд, Салил Вадхан и Ави Видгерсон показали простое явное комбинаторное конструирование экспандеров постоянной степени.
Конструирование производится итеративно и требует в качестве базиса экспандер постоянной степени. На каждой итерации используется зигзаг-произведение для создания другого графа, чей размер увеличивается, но степень и распространение остаются неизменными. Повторение процесса позволяет создать произвольно большие экспандеры.

### Решение ненаправленной s-t задачи связности в логарифмическом пространстве памяти
В 2005 году Омер Рейнгольд представил алгоритм решения задачи st-связности, использующий логарифмическое пространство памяти.
Задача состоит в проверке, существует ли путь между двумя заданными вершинами ненаправленного графа.
Алгоритм сильно опирается на зигзаг-произведение.
Грубо говоря, для решения ненаправленной задачи s-t связности в логарифмическом пространстве памяти исходный граф преобразуется с использованием комбинации произведения и зигзаг-произведения в регулярный граф постоянной степени с логарифмическим диаметром. Произведение увеличивает распространение (ввиду увеличения диаметра) за счёт увеличения степени, а зигзаг-произведение используется для уменьшения степени с сохранением распространения.